# Espace urbain de Thouars
Cet article court présente un sujet plus développé dans : Espace urbain.
L’espace urbain de Thouars était un espace urbain centré sur la ville de Thouars dans le département des Deux-Sèvres. C'était en 1999 le 71e des 96 espaces urbains français par la population, il comportait alors 15 communes. 
Il existe de 1990 à 2010, avant que le terme soit remplacé dans les études de l'INSEE par celui d'« aire urbaine ». 
En 2006, il est composé de 15 communes, comptant au total 23 634 habitants.
L'INSEE a remplacé ce zonage en 2010 par l'aire urbaine de Thouars comprenant 19 communes puis en 2020 par l'aire d'attraction de Thouars comprenant  26 communes.